# Charles Pelham (8e comte de Yarborough)
Charles Pelham, 8e comte de Yarborough (né le 5 novembre 1963), nommé Lord Worsley entre 1966 et 1991, est un pair et propriétaire terrien britannique.

## Carrière
Yarborough est le fils de John Pelham 7e comte de Yarborough (1920 - 1991) et de Florence Anne Petronel Upton (1924 - 2013). Il fait ses études au Collège d'Eton.
Il se convertit à l'islam.
Il est nommé haut shérif du Lincolnshire pour 2014-15.
Il siège à la Chambre des lords mais est exclu en 1999 en vertu du House of Lords Act 1999, comme la plupart des pairs héréditaires.

## Mariage et famille
Lord Yarborough épouse Anna-Karin Zecevic, fille de George Zecevic, le 26 janvier 1990.
- George John Sackville Pelham (né le 9 août 1990)
- William Charles John Walter Pelham (né le 28 décembre 1991)
- James Marcus Pelham (né le 8 mars 1994)
- Margaret Ann Emily Pelham (née le 30 janvier 1997)
- Edward John Herbert Pelham (né le 6 mars 2002)